# فاعل خير (فلم 2015)
فاعل خير (بالإنجليزية: The Benefactor) (العنوان الأصلي للفيلم "فراني Franny" وعرض في فرنسا تحت عنوان "التدخل") فيلم دراما أمريكي من تأليف وإخراج أندرو رينزي عام 2015. الفيلم من بطولة ريتشارد جير، داكوتا فانينغ، ثيو جيمس، كلارك بيترز، و بريان أنتوني ويلسون  وتدور الأحداث حول الرجل الثري فراني الذي يتسبب في حادث سيارة وموت أعز أصدقائه وزوجته ويحاول تعويض الماضي باهتمام بالغ بابنة الأصدقاء الذين تسبب بموتهم.
عُرض الفيلم لأول مرة في مهرجان تريبيكا السينمائي في 17 أبريل 2015. أصدر الفيلم شركة أفلام صموئيل جولدوين إلى دور العرض الأمريكية في 15 يناير 2016، في إصدار محدود ومن خلال الفيديو عند الطلب.
منح موقع قاعدة بيانات الأفلام على الإنترنت (IMDB) الفيلم درجة 5.1/ 10.

## طاقم التمثيل
ريتشارد جير: في دور فرانسيس "فراني" واتس
داكوتا فانينغ: في دور أوليفيا (ابنة أعز أصدقاء فراني)
ثيو جيمس: في دور ليوك (الطبيب الشاب زوج أوليفيا)
ديلان بيكر: في دور بوبي (الطبيب صديق فراني
شيريل هاينز: في دور ميا (زوجة بوبي)
كلارك بيترز: في دور دكتور رومانو
تيبور فيلدمان: في دور الدكتور سام (معالج فراني)
روي جيمس ويلسون: في دور تشارلي (سائق فراني)
بريان أنتوني ويلسون: في دور جيسي
دينيسها برات: في دور شارون
ليسسا روبرتس: في دور مولي
ماثيو داشر: في دور توبي (الطفل المريض صديق فراني) 

## أحداث الفيلم
يخطط الثري فرانسيس واتس، المعروف بإسم فراني، لإنشاء مستشفى ضخم للأطفال في فيلادلفيا، ويطلب من أعز أصدقائه، الدكتور بوبي (ديلان بيكر)، أن يعمل بالمستشفى وأن يصبح العضو الأول في مجلس إدارتها، ويطلب من زوجة الدكتور بوبي، ميا (شيريل هاينز)، أن تصبح عضوة بمجلس الإدارة. يعيش فراني بلا أسرة، فهو لم يتزوج وليس له أبناء ولكنه يعتبر أسرة الدكتور بوبي هي أسرته، ويحب ابنة بوبي الشابة أوليفيا (داكوتا فانينغ) وكأنها ابنته. بينما يقود بوبي سيارته وإلى جواره زوجته ميا، يقوم فراني بمداعبته من المقعد الخلفي للسيارة، ويضع يديه على عيني بوبي مداعباً لتصطدم سيارتهم بأخرى ويجد فراني أعز أصدقائه موتى بين يديه الملوثة بدمائهم.
تمر 5 أعوام وفراني منعزل عن العالم في جناحه الخاص في مستشفى يمتلكها، يعاقر الخمر مع إضافة أقراص المورفين والمسكنات الأخرى الذي يصفها له الدكتور سام (تيبور فيلدمان). يهمل فراني مظهره ويتهدل شعره الأبيض ولحيته البيضاء وكأنه ساحر حسب تعبير الطفل توبي (ماثيو داشر)، وهو طفل مريض مقيم بمستشفى فراني اعتاد زيارته والحوار معه بكلمات تعكس إحساسه الشديد بالوحدة. تتصل أوليفيا بفراني لتبلغه أنها قادمة لزيارته بعد انقضاء سنوات تزوجت خلالها من الطبيب الشاب ليوك (ثيو جيمس) وأصبحت في أسابيع حملها الأخيرة. يقوم فراني بالاستعداد لقدوم أوليفيا وليوك ويقص شعره ولحيته ويقيم حفل إستقبال في نفس المكان الذي شهد احتفال زواج بوبي وميا في السابق، ويغني بمصاحبة فريق عزف خماسي أغنية "فتاتي" (أغنية لفريق الغناء الأمريكي تمبتيشنز كتبها الموسيقي الأمريكي الأسمر سموكي روبنسون ونالت شهرة عريضة عام 1964). يبدأ فراني في منح أوليفيا وليوك كل ما يمكنه حيث قام بتعيين ليوك للعمل بمستشفاه بعد أن قام بتسديد قروض كان ليوك اقترضها لإكمال دراسته، وقام بتمليكهم بيت إشتراه، وهو نفس البيت الذي كان يملكه بوبي وميا في السابق، وترعرعت بين جدرانه أوليفيا. يتعجب ليوك عندما يصطحبه فراني للحفر بجوار شجرة ضخمة بجوار بيتهم الجديد ليستخرج زجاجة كان دفنها منذ سنوات ويشاركه في احتساء ما بها من خليط لبعض الخمور، ويتسائل ليوك عما يريده منهم فاعل الخير هذا. يتمادى فراني ويصطحب ليوك لحفل جمع تبرعات للمستشفى بعد أن قام بشراء زي "تكسيدو" للحفل. يدفع فراني الشاب ليوك لشرب الخمر وتناول أقراص الانتشاء المحظورة وقضاء الليل في نادي ليلي والتمتع بالتجول بالسيارة يقودها سائق فراني الخاص تشارلي (روي جيمس ويلسون). تنفذ أقراص المورفين ولا يتمكن فراني من الحصول عليها من الصيدلية، ويرفض الدكتور سام كما يرفض ليوك منحه وصفة لصرفها وينصحه الجميع بدخول برنامج إعادة التأهيل، ويرفض. يفشل فراني في العثور على المورفين ويقوم بجرح يده ليجد سبباً يدفعه إلى غرفة طوارئ مستشفى ليطلب المورفين وترفض طبيبة الطوارئ ذلك، ويتمادى في بحثه حتى انه يهاجم مستشفاه للبحث عن المورفين وهو يدعى بحثه عن الطفل توبي ويبدأ في الصراخ. يسارع ليوك لمساعدة فراني ويصارحه بأنه لا يريد أن ينتمي اليه وأنه مدمن يحتاج للعلاج ويحذره من الاقتراب من أسرته، وينشب بينهما إشتباك بالأيدي. تذهب أوليفيا إلى بيت فراني لتخبره أنها سترحل مع ليوك تاركين البيت الذي منحهم إياه، وتصارحه أنه بحاجة لأن يكبر، ويبكي فراني وهو يصرخ في وجهها بأنها لا تستطيع أن تكون "ميا". أثناء مغادرة أوليفيا تلاحظ دماء بملابسها ويسارع فراني بها إلى المستشفى لتضع مولودها "روبرت". يسأل فراني الدكتور ليوك: "هل أنا كبير لإعادة التأهيل؟"، ويعرف ليوك أن فراني يسعى للتحسن.

## إنتاج الفيلم وإصداره
قام المخرج والمؤلف أندرو رينزي بتطوير السيناريو عام 2013 في مختبر صندانس لكتاب السيناريو. وفي أغسطس 2013، أُعلن رينزي أنه شركة أفلام تري هاوس ستقوم بإنتاج الفيلم (الشركة التي أنتجت فيلم ريتشارد جير السابق "المراجحة" عام 2012) بالمشاركة مع شركة تايد روك ميديا وشركة بيغ شوز ميديا، وتسند البطولة للنجم ريتشارد جير لتمثيل دور فراني وأندرو رينزي في الإخراج. وفي سبتمبر 2013، تم الإعلان عن انضمام داكوتا فانينغ وثيو جيمس، لتصوير أدوار أوليفيا ولوك على التوالي. بدأ التصوير الرئيسي في 21 أكتوبر 2013، في فيلادلفيا.
عرض الفيلم لأول مرة في مهرجان تريبيكا السينمائي في 17 أبريل 2015. وفي أول مايو 2015 حصلت شركة أفلام صموئيل جولدوين على حقوق التوزيع في الولايات المتحدة. عُرض على الشاشة في مهرجان الشانزليزيه السينمائي في 13 يونيو 2015، وصدر في إيطاليا في 23 ديسمبر 2015 تحت اسمه الأصلي "فراني". ثم صدر إلى دور العرض في الولايات المتحدة في 15 يناير 2016، في إصدار محدود ومن خلال الفيديو عند الطلب.

## استقبال الفيلم
منح موقع "الطماطم الفاسدة" الفيلم تقييماً مقداره 25% بناءاً على آراء 52 ناقداً سينمائياً، وكتب إجماع نقاد الموقع: "الفيلم لديه ريتشارد جير وداكوتا فانينغ، ولكن لا توجد فكرة واضحة عما يجب فعله بأي منهما، مما أدى إلى دراما لا تقترب أبدًا من إمكاناتها المثيرة للاهتمام."
منح موقع "ميتاكريتيك" الفيلم تقييماً مقداره 39% بناءاً على آراء 16 ناقداً سينمائياً.
كتب بنيامين لي في الصحيفة البريطانية "الجارديان" في 25 فبراير 2016: "جير ملتزم لكن شخصيته أصبحت مزعجة بشكل متزايد، مع ماضٍ عذب ذي ملاحظة واحدة، ويتركه السيناريو مع زملائه في العمل الذين تقطعت بهم السبل بنهاية هادئة."
كتبت الناقدة ديبورا روس على صفحات المجلة الأسبوعية البريطانية "سبكتاتور" في 25 فبراير 2016: "فيلم رديء ولا يمكن تفسيره تمامًا."
قال آرون بينكستون على بودكاست "باتل شيب بري تنشان" في 7 يناير 2021: "لا يحتوي الفيلم في النهاية على أي شيء مثير للاهتمام ليقوله عن الشخصية بخلاف صراعاته السطحية."

## جوائز وترشيحات
مهرجان كاتالينا السينمائي 2015: فاز بجائزة أفضل فيلم روائي طويل (أندرو رينزي - أفلام سيليريتي)
مهرجان الشانزليزيه السينمائي 2015: رشح لجائزة الجمهور لأفضل فيلم أمريكي طويل (أندرو رينزي)
مهرجان تريبيكا السينمائي 2015: رشح لجائزة لجنة التحكيم لأفضل فيلم روائي (أندرو رينزي) 

## وصلات خارجية
- مقالات تستعمل روابط فنية بلا صلة مع ويكي بيانات